# Murray Gershenz
Murray Gershenz (* 12. Mai 1922 in Bronx, New York City; † 28. August 2013 in Los Angeles) war ein US-amerikanischer Schauspieler. Der frühere Sänger und Besitzer eines Plattenladens begann erst im Alter von fast 80 Jahren mit der Schauspielerei.

## Leben
Murray Gershenz wurde am 12. Mai 1922 in der Bronx geboren und arbeitete während des Zweiten Weltkriegs zunächst als Mechaniker bei der Fallschirmtruppe.
Nach Kriegsende ließ er sich in Los Angeles nieder, wo er als Kantor in verschiedenen Synagogen sang.
Bald begann er mit dem Sammeln von Schallplatten und Kassetten aller möglichen Genres. Gershenz eröffnete dann in West Adams, Los Angeles, einen Schallplattenladen, in dem er im Laufe seines Lebens über 300.000 Schallplatten sammelte. Seine jahrelangen Bemühungen, diese umfassende Sammlung zu verkaufen, wurden 2011 von Richard Parks im Film „Music Man Murray“ dokumentiert. Er verkaufte seine Platten, die einen geschätzten Wert von 1,5 Mio. US-Dollar hatten, schließlich Anfang 2013 an einen New Yorker Sammler.
Ab dem Jahr 2001 trat Gershenz als Schauspieler in verschiedenen Fernsehserien in Erscheinung. Später folgten Kurzauftritte in Kinofilmen. Bekannt wurde vor allem eine Nacktszene des fast 90-jährigen Schauspielers in der Filmkomödie Hangover (2009).
Gershenz starb am 28. August 2013 nach einem Herzanfall in Los Angeles im Alter von 91 Jahren. Er hinterließ drei Kinder, zwei Enkelkinder und zwei Urenkel.

## Filmografie (Auswahl)
- 2001: Will & Grace (Fernsehserie, eine Episode)
- 2007: In Case of Emergency (Fernsehserie, eine Episode)
- 2007: Pushing Daisies (Fernsehserie, eine Episode)
- 2007–2010: The Sarah Silverman Program. (Fernsehserie, sechs Episoden)
- 2008: The Onion Movie
- 2008: Root of All Evil (Fernsehserie, eine Episode)
- 2008: Extreme Movie
- 2009: Trauzeuge gesucht! (I Love You, Man)
- 2009: Hangover (The Hangover)
- 2010: Mad Men (Fernsehserie, eine Episode)
- 2010: Dr. House (House, Fernsehserie, eine Episode)
- 2011: 3 Blind Saints
- 2011: Modern Family (Fernsehserie, eine Episode)
- 2011–2012: Parks and Recreation (Fernsehserie, zwei Episoden)
- 2012: Smashed
- 2012: Navy CIS: L.A. (NCIS: Los Angeles, Fernsehserie, eine Episode)
- 2012: Raising Hope (Fernsehserie, eine Episode)
- 2012: Karate-Chaoten (Kickin' It, Fernsehserie, zwei Episoden)
- 2013: Der unglaubliche Burt Wonderstone (The Incredible Burt Wonderstone)
- 2013: Sullivan & Son (Fernsehserie, eine Episode)
- 2013: The Catch